# Frederikke Federspiel
Frederikke Jakobine Federspiel (Horsens, 1839-Aalborg, 1913) fue la primera fotógrafa danesa que ejerció en su país. Durante muchos años, dirigió su propio estudio fotográfico en Aalborg y estuvo siempre al tanto de los últimos avances. Entre sus clientas se encontraban las princesas danesas Dagmar y Alexandra, que se sentían atraídas por sus joyas de esmalte fotográfico.

## Trayectoria
Nacida en Horsens, península de Jutlandia, creció en un hogar burgués con una hermana y cinco hermanos. Su padre murió cuando ella tenía sólo seis años y su madre tuvo que ganarse la vida como sombrerera. Después de la muerte de su madre en 1874, se fue a Hamburgo para aprender fotografía. Mientras vivía con su tío, Poul Friedrich Lewitz y su tía Juliane, estuvo de aprendiz de su primo Alfred Lewitz, también fotógrafo. En su diario dejó registrado lo mucho que disfrutó ese año en Hamburgo gracias a las numerosas excursiones, veladas de teatro y excelentes comidas.
Después de completar su aprendizaje en 1876, Federspiel regresó a Dinamarca, donde fue la primera mujer que solicitó una licencia de fotógrafa. Se instaló en Aalborg con su hermana Sophie. Mientras su hermana se dedicaba en el salón al negocio de la lencería y el bordado, Frederikke instaló un estudio fotográfico en el último piso. Ya había dos fotógrafos en Aalborg, uno de los cuales, Heinrich Tønnies, era muy reconocido en la ciudad. Pero ella, consciente de la competencia tuvo habilidad para publicitar su negocio asegurándose de mantenerse al día en la evolución de la tecnología. Durante largos períodos de tiempo, el negocio fotográfico que dirigía fue el segundo más próspero de la ciudad. En 1878, enfermó y pasó ocho meses ingresada en el hospital seguidos de otros tres meses en el sanatorio de St. Oluf's, en Modum, Noruega. Tuvo que volver al balneario varias veces en sus últimos años y también pasó sus vacaciones de verano en los nuevos balnearios de Blokhus, Løkken y Fanø junto a su hermana.
En 1883, Federspiel y Nielsine Zehngraf de Randers fueron las primeras mujeres integrantes de la Asociación Danesa de Fotógrafos. Frederikke participó activamente y formó parte del álbum de miembros de la Asociación. En 1885, recibió el reconocimiento por sus donaciones de retratos. También expuso su trabajo en Copenhague, participando a menudo en persona como lo hizo en 1888.
En 1899, comenzó a producir joyas de esmalte y gemelos con fotografías incrustadas utilizando positivos directos producidos con una cámara multiplicadora de cuatro lentes. Tuvo que hacer gestiones especiales para poder importar de Estados Unidos este equipo que le facilitó el trabajo. Las joyas se exhibieron en una exposición de Navidad en la Asociación de la Industria de Copenhague y atrajeron la atención de la familia real. Como resultado, pudo contar a la Princesa Alexandra y a Tsaritsa Dagmar entre sus clientas.

## Vanguardia tecnológica
Siempre estuvo interesada en los últimos avances técnicos, motivo por el que pronto empezó a utilizar placas secas que ofrecían un método más seguro y barato de exposición y desarrollo. Fue una de las primeras en experimentar con el flash de polvo de magnesio e instaló lámparas eléctricas en su estudio cuando la electricidad llegó a Aalborg en 1901. A principios del siglo XX, comenzó a vender cámaras para fotógrafos aficionados. Entre sus alumnos y asistentes se encontraban Ernst Gøpel, Fritz Karner y Georg Bendtzen Holm, que más tarde se convertirían en fotógrafos de renombre. Federspiel desarrolló constantemente la fotografía aunque, con motivo del 25 aniversario de su estudio, declaró que su negocio no había evolucionado como ella esperaba. Sin embargo, cuando murió en 1913, la Dansk Fotografisk Tidsskrift (Revista de Fotografía Danesa) dijo que había sido una dama inusualmente simpática, honesta y enérgica cuyo trabajo ha sido considerado entre los mejores.